# Robert Moncel
Robert William Moncel, OC, DSO, OBE, CD (* 9. April 1917 in Montreal, Québec; † 10. Dezember 2007 in Halifax, Nova Scotia) war ein kanadischer Offizier, der am 17. August 1944 mit 27 Jahren zum Brigadegeneral befördert und damit zum jüngsten General in der kanadischen Militärgeschichte wurde. Zuletzt war er als Generalleutnant zwischen 1965 und 1966 stellvertretender Chef des Verteidigungsstabes der Streitkräfte Kanadas.

## Leben

### Militärische Ausbildung und Zweiter Weltkrieg
Robert William Moncel begann nach dem Besuch der Selwyn House School in Westmount und der Bishop’s College School in Lennoxville ein Studium an der McGill University. Danach absolvierte er eine Offiziersausbildung und wurde Offizier im Infanterieregiment Victoria Rifles of Canada. Nach Beginn des Zweiten Weltkrieges wurde er als Angehöriger des The Royal Canadian Regiment (RCR) im Mai 1940 nach Europa versetzt, um die dortigen britischen Expeditionsstreitkräfte BEF (British Expeditionary Force) während des Westfeldzuges im Kampf gegen die deutsche Wehrmacht bei der Schlacht von Dünkirchen (26. Mai bis 5. Juni 1940) zu unterstützen. Er war Zugführer eines mit Bren-Maschinengewehren ausgestatteten Zuges an der Westküste Frankreichs. Obwohl er den Befehl erhalten hatte, seine Waffen vor der Evakuierung zu zerstören, um diese vor den Deutschen zu retten, gelang es ihm, seinen Zug mitsamt der Bewaffnung zu retten. Trotz der vermeintlichen „Gehorsamsverweigerung“ fand die Rettung der Maschinengewehre Aufmerksamkeit bei seinen Vorgesetzten, woraufhin er zum Hauptmann befördert wurde.
Nach seiner Rückkehr schloss Moncel 1941 einen Lehrgang für Stabsoffiziere am Royal Military College of Canada in Kingston ab. Bereits 1942 erfolgte seine Beförderung zum Major, woraufhin er Kommandeur (Commanding Officer) des 18. Motorisierten Regiments (12th Manitoba Dragoos) wurde. Nach seiner Beförderung zum Oberstleutnant im Januar 1943 wurde er Generalstabsoffizier Ersten Grades im Generalstab des II. Korps. Er war von 1944 bis 1945 Kommandeur der 4. Panzerbrigade und nahm mit dieser nach der Operation Overlord (6. Juni bis 25. August 1944) an den alliierten Operationen in der Normandie sowie im weiteren Verlauf in Frankreich und Nordwesteuropa teil. Am 17. August 1944 wurde er mit 27 Jahren zum Brigadegeneral befördert und wurde damit zum jüngsten General in der kanadischen Militärgeschichte. Am 1. Februar 1945 wurde ihm mit Wirkung zum 23. Dezember 1944 das Offizierskreuz des Order of the British Empire (OBE) verliehen. Während der Schlacht im Reichswald (7. bis 22. Februar 1945) war er zugleich Kampfkommandeur der sogenannten „Tigergruppe“, mit der er auch das II. Korps bei der darauf folgenden Operation Blockbuster (26. Februar bis 3. März 1945) am Niederrhein unterstützte. Für seine dortigen Verdienste wurde ihm der Distinguished Service Order (DSO) verliehen. Für seine Verdienste während des Zweiten Weltkrieges wurde er zudem am 23. Juni 1945 im Kriegsbericht erwähnt (Mentioned in dispatches).

### Nachkriegszeit und stellvertretender Chef des Verteidigungsstabes
Nach Kriegsende wurde Brigadegeneral Robert Moncel 1946 zunächst Direktor des Panzerkorps und war im Anschluss zwischen 1947 und 1949 Direktor der Militärischen Ausbildung im Hauptquartier des Heeres in Ottawa. Nachdem er zwischen 1949 und 1950 das National War College (NWC) im Fort Lesley J. McNair in Washington, D.C. besucht hatte, fungierte er von 1951 bis 1953 als Leitender Verbindungsoffizier des Heeres im Vereinigten Königreich. Nach seiner Rückkehr war er von 1954 bis 1956 Stellvertretender Chef des Generalstabes des Heeres und versah daraufhin zwischen 1957 und 1958 Dienst als Leitender Militäroffizier Kanadas in Indochina, ehe er von 1957 bis 1960 Verwendung als Kommandeur der auf dem Militärstützpunkt Camp Gagetown stationierten 3. Infanteriebrigade fand.
Im Anschluss war Moncel zwischen 1960 und 1963 Generalquartiermeister des Heeres, von 1963 bis 1964 Kommandierender General des Ostkommando des Heeres sowie zwischen 1964 und 1965 Generalkontrolleur im Hauptquartier der Streitkräfte. Zuletzt wurde er Generalleutnant 1965 Nachfolger von Generalleutnant Geoffrey Walsh als stellvertretender Chef des Verteidigungsstabes der Streitkräfte Kanadas. In dieser Verwendung blieb er bis zu seinem Ausscheiden aus dem aktiven Militärdienst 1967, woraufhin Generalleutnant Frederick Ralph Sharp seine Nachfolge antrat. Danach fungierte er als ziviler Co-Koordinator für den Besuch von Staatsoberhäuptern anlässlich der 100-Jahr-Feier zur Gründung der Kanadischen Konföderation am 1. Juli 1967. Am 22. Dezember 1967 wurde er „für seine Dienste als Koordinator der Staatsbesuche und im kanadischen Heer“ zum Officer des Order of Canada (CC) ernannt.
Robert William Moncel, dem 2002 anlässlich des 60-jährigen Thronjubiläums von Königin Elisabeth II. die Queen Elizabeth II’s Golden Jubilee Medal verliehen wurde, verstarb im Camp Hill Veterans’ Memorial Building in Halifax.